# A-Do
A-Do (阿杜), pseudonimo di Du Cheng Yi (cinese tradizionale: 杜成義; cinese semplificato: 杜成义; pinyin: Dù Chéngyì) (Singapore, 11 marzo 1974), è un cantante singaporiano.
Celebre per la sua voce profonda, è stato più volte soprannominato il Rod Stewart della scena musicale cinese.

## Biografia
Ex sovrintendente edile, A-Do fu scoperto dall'affermato produttore singaporiano Billy Koh, nella ricerca di nuovi talenti per la sua compagnia. Da allora, egli è stato sotto contratto con l'etichetta discografica Ocean Butterflies Music.
A-Do è stato portato alle luci della ribalta in tutta l'Asia grazie al suo primo album, nel 2002, grazie al quale ha ottenuto una fama fenomenale. Egli è molto amato per la sua modestia, il suo contegno timido e l'amore particolare per i fan cinesi.

## Discografia

### Album in studio
- 2002 – Night Fall
- 2002 – Persevering
- 2003 – Hello
- 2005 – I...Do
- 2008 – Do The Best
- 2010 – Fear No More

## Riconoscimenti
| Anno | Premio                                                       |
| ---- | ------------------------------------------------------------ |
| 2002 | - Singapore Hit Awards, Miglior Nuovo Artista (primo premio) |
| 2003 | - Singapore Hit Awards, Miglior Artista Locale               |